# Gipuzko Buru Batzar
Gipuzko Buru Batzar o GBB es la ejecutiva guipuzcoana del Partido Nacionalista Vasco. Tiene su sede principal en San Sebastián. Su presidenta actual es María Eugenia Arrizabalaga desde 2024.

## Composición actual
El GBB se componía en 2024 de trece burukides, entre los que se encuentra su presidente. Lo conforman las siguientes personas:
1. Maria Eugenia Arrizabala es su actual presidente.[4]
2. Itxaso Agirre.
3. Saio Bandrés.
4. Edurne Egaña.
5. Idoia Elorza, oriunda de Azpeitia.
6. Jon Jauregi, de Beasáin. Fue alcalde de Beasáin durante dos legislaturas, entre 1995 y 2003. También fue congresista durante cuatro meses en el Congreso de los Diputados de España, en sustitución de Joxe Joan González de Txabarri.
7. Lourdes Jauregiberri, natural de Usúrbil.
8. Imanol Lasa.
9. Mikel Lete.
10. Gorka Ocio.
11. Olatz Peón.
12. Arantza Rojo.
13. Jonan Urdangarín.